# جان مک‌برنی
جان مک‌برنی (انگلیسی: John MacBurnie؛ ۱۸ دسامبر ۱۸۹۲ – ۲۴ سپتامبر ۱۹۵۶) فیلم‌بردار اهل ایالات متحده آمریکا بود.
از فیلم‌هایی که وی در آن‌ها نقش داشته‌است، می‌توان به ما عادت نداریم اشاره نمود.